# (7018) 1992 DF
A (7018) 1992 DF a Naprendszer kisbolygóövében található aszteroida. Ueda Szeidzsi és Kaneda Hirosi fedezte fel 1992. február 25-én.